# Астра (футбольний клуб)
«А́стра» (рум. Fotbal Club Astra Giurgiu) — румунський професійний футбольний клуб з Джурджу. Заснований 1934 року. Домашній стадіон «Марін Анастасовіч» вміщує 8 500 глядачів.

## Історія
Клуб заснований у 1934 році, однак, до 1998 року він не міг добитися особливих успіхів.
Влітку 1998 року команда успішно вийшла в Дивізіон А, де грала до 2003 року, коли була об'єднана з клубом «Петролул». Після дворічної паузи Іоан Нікулае заснував клуб ще раз у 2007 році під назвою ФК «Плоєшті». У 2009 році клуб вийшов у Лігу I і повернув традиційну назву «Астра», чорно-білі кольори і прізвисько «Чорні дияволи». 
З вересня 2012 року Астра переїхала в Джурджу. У сезоні 2012/13 «Астра» вперше в своїй історії вийшла у півфінал кубка Румунії, але поступилася ЧФР Клуж за сумою двох матчів 0-2.
У сезоні 2015/16 «Астра» вперше стала чемпіоном Румунії і отримала право дебютувати у Лізі чемпіонів. Де, щоправда, вже відразу у третьому кваліфікаційному раунді поступилась данському «Копенгагену» (1:1, 0:2)

## Досягнення
- Чемпіон Румунії
  -  Чемпіон (1): 2016
- Кубок Румунії
  -  Володар (1): 2014
- Суперкубок Румунії
  -  Володар (2): 2014,  2016

## Склад
Станом на 27 липня 2017.
| №  | Поз. | Нац.       | Гравець              |
| -- | ---- | ---------- | -------------------- |
| 1  | ВР   | Румунія    | Давід Лазар          |
| 4  | ПЗ   | Бразилія   | Маркіньйос           |
| 6  | ЗХ   | Румунія    | Флорін Беян          |
| 7  | ЗХ   | Румунія    | Клаудіу Белу-Іордаче |
| 8  | ПЗ   | Хорватія   | Матео Поляк          |
| 9  | НП   | Франція    | Антоні Ле Таллек     |
| 10 | ПЗ   | Румунія    | Александру Іоніце    |
| 11 | ПЗ   | Румунія    | Валентін Георге      |
| 15 | ПЗ   | Румунія    | Йонуц Бічану         |
| 17 | ПЗ   | Румунія    | Віорел Нікоаре       |
| 18 | ЗХ   | Чорногорія | Ристо Радунович      |
| 19 | ЗХ   | Румунія    | Міхай Бутян          |
| 20 | ПЗ   | Румунія    | Роберт Вилчану       |

| №  | Поз. | Нац.     | Гравець          |
| -- | ---- | -------- | ---------------- |
| 21 | ЗХ   | Бразилія | Еріко да Сілва   |
| 23 | ВР   | Болгарія | Пламен Ілієв     |
| 24 | ПЗ   | Хорватія | Филип Мрзляк     |
| 25 | ЗХ   | Польща   | Пйотр Польчак    |
| 27 | ПЗ   | Румунія  | Роберт Бобок     |
| 30 | ЗХ   | Румунія  | Александру Дандя |
| 33 | ВР   | Румунія  | Йонуц Бошняг     |
| 71 | ПЗ   | Румунія  | Андрей Піцян     |
| 77 | ЗХ   | Румунія  | Александру Стан  |
| 92 | НП   | Румунія  | Богдан Чіпірліу  |
| 95 | ПЗ   | Румунія  | Ромаріо Мойсе    |
| 96 | ПЗ   | Румунія  | Сілвіу Балауре   |

## Виступи у Єврокубках
| Сезон   | Турнір         | Раунд          | Суперник           | Вдома | На виїзді | Сумарно |
| ------- | -------------- | -------------- | ------------------ | ----- | --------- | ------- |
| 2013/14 | Ліга Європи    | 1 квал. раунд  | Домжале            | 2:0   | 1:0       | 3:0     |
| 2013/14 | Ліга Європи    | 2 квал. раунд  | Омонія             | 1:1   | 2:1       | 3:2     |
| 2013/14 | Ліга Європи    | 3 квал. раунд  | Тренчин            | 2:2   | 3:1       | 5:3     |
| 2013/14 | Ліга Європи    | Раунд плей-офф | Макабі Хайфа       | 1:1   | 0:2       | 1:3     |
| 2014/15 | Ліга Європи    | 3 квал. раунд  | Слован Ліберець    | 3:0   | 3:2       | 5:3     |
| 2014/15 | Ліга Європи    | Раунд плей-офф | Ліон               | 0:1   | 2:1       | 2:2     |
| 2014/15 | Ліга Європи    | Група D        | Ред булл зальцбург | 1:2   | 1:5       | 4 місце |
| 2014/15 | Ліга Європи    | Група D        | Селтік             | 1:1   | 1:2       | 4 місце |
| 2014/15 | Ліга Європи    | Група D        | Динамо Загреб      | 1:0   | 1:5       | 4 місце |
| 2015/16 | Ліга Європи    | 2 квал. раунд  | Інвернесс          | 0:0   | 1:0       | 1:0     |
| 2015/16 | Ліга Європи    | 3 квал. раунд  | Вестхем            | 2:1   | 2:2       | 4:3     |
| 2015/16 | Ліга Європи    | Раунд плей-офф | АЗ                 | 3:2   | 0:2       | 3:4     |
| 2016/17 | Ліга Чемпіонів | 3 квал. раунд  | Копенгаген         | 1:1   | 0:3       | 1:4     |
| 2016/17 | Ліга Європи    | Раунд плей-офф | Вестхем            | 1:1   | 1:0       | 2:1     |
| 2016/17 | Ліга Європи    | Група E        | Вікторія Плезнь    | 1:1   | 2:1       | 2 місце |
| 2016/17 | Ліга Європи    | Група E        | Рома               | 0:0   | 0:4       | 2 місце |
| 2016/17 | Ліга Європи    | Група E        | Аустрія Відень     | 2:3   | 2:1       | 2 місце |
| 2016/17 | Ліга Європи    | 1/16           | Генк               | 2:2   | 0:1       | 2:3     |
| 2017/18 | Ліга Європи    | 2 квал. раунд  | Жира               | 3:1   | 0:0       | 3:1     |
| 2017/18 | Ліга Європи    | 3 квал. раунд  | Олександрія        | 0:0   | 0:1       | 0:1     |